# Isla Byron
Isla Byron är en ö i Chile.   Den ligger i regionen Región de Aisén, i den södra delen av landet. Arean är 200 kvadratkilometer.
Terrängen på Isla Byron är platt. Öns högsta punkt är 352 meter över havet. Den sträcker sig 20,0 kilometer i nord-sydlig riktning, och 27,1 kilometer i öst-västlig riktning.